# 高雄市公車紅60路
高雄市公車紅60路，由南台灣客運營運，分為A、B兩線。

高雄市公車紅60A路，起點為高鐵左營站，終點為加昌站（經八卦里滯洪公園）。

高雄市公車紅60B路，起點為高鐵左營站，終點為加昌站（經德榮街口）。

## 歷史
- 2011年2月1日正式營運。[3][4][5]
- 2015年4月15日「紅60B」改為兩段收費。[6]
- 2024年5月1日紅60A調整路線，原起訖點「仁武區公所」站調整為「加昌站」。

## 停站
參見右側路線圖